# 中国商业联合会

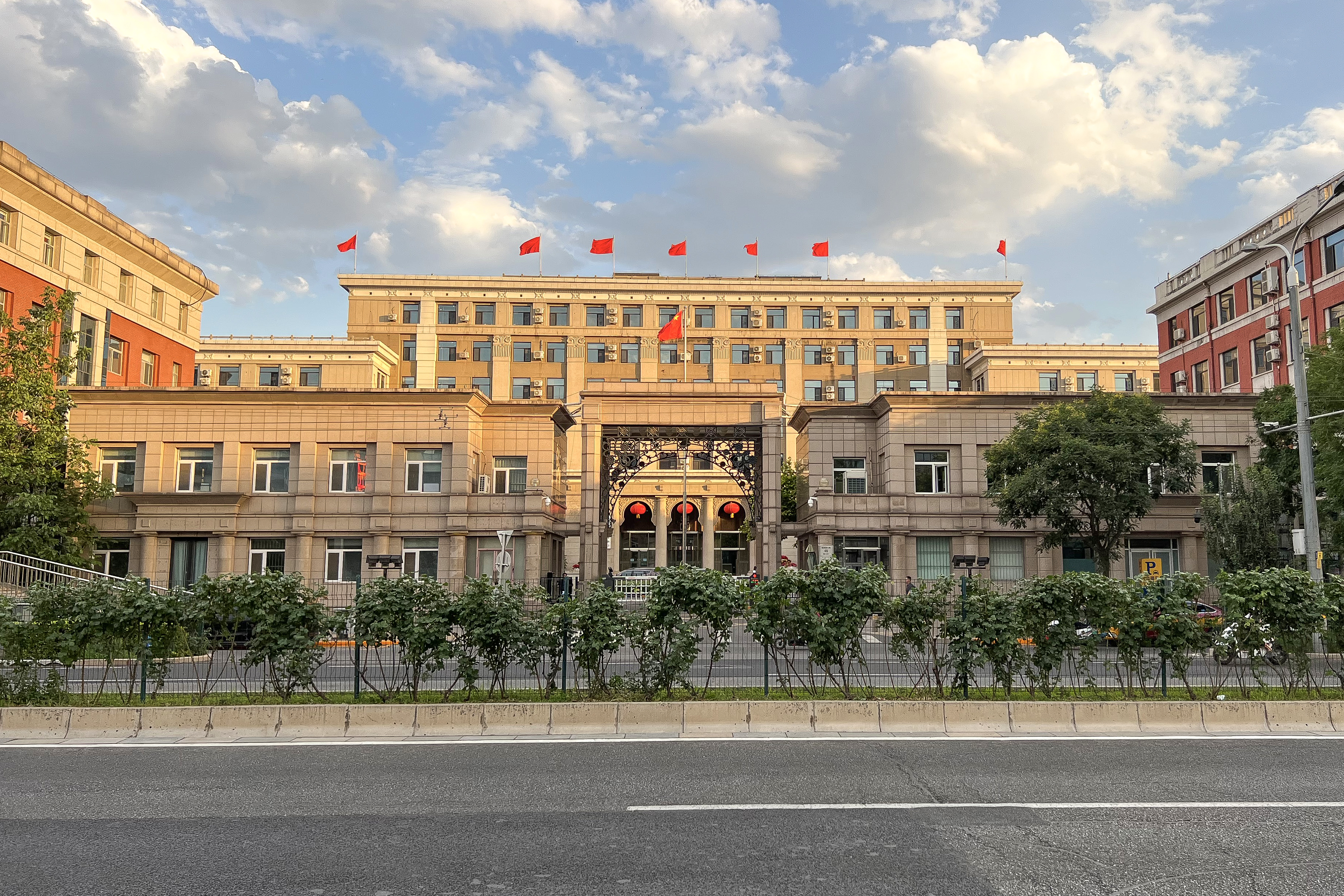
中国商业联合会总部位于东四西大街46号原冶金工业部大楼

中国商业联合会是一家具有社团法人资格的中华人民共和国全国性行业组织，“由从事商品生产、商品流通、饮食、服务业的企事业单位、有关社会组织及从事商品流通活动的个人自愿组成。”

## 历史
1994年，中国商业联合会经中华人民共和国民政部注册登记。中国商业联合会接受业务主管单位国务院国有资产监督管理委员会的业务指导和中华人民共和国民政部的社会团体监督管理。